# メインバンク (三菱東京UFJ銀行)
メインバンク総合サービス（メインバンクそうごうサービス）とは、三菱東京UFJ銀行（現・三菱UFJ銀行）がかつて取り扱っていた優遇サービスである。
なお本サービスは、2010年1月10日に新サービス『メインバンクプラス』へ全面移行した。移行後は優遇ステージが現在の5ステージ制から3ステージ制となり、優遇内容にも一部変更が行われている。
本項では新システム稼働前の（旧）メインバンク総合サービス及び旧UFJ銀行が取り扱っていたオールワン（併せて、通帳を発行しない場合に適用されるオールワンe）、インターネット支店が取り扱うメインバンクe（新システム稼働前は、オールワンe）および当サービスに付随するスーパー普通預金についても記述する。

## 概要
段階金利が適用される普通預金ないしは決済用普通預金が適用される口座を「スーパー普通預金」としており、この口座を所有している顧客が利用可能なサービスが、メインバンクである。
旧三和銀行→旧UFJ銀行から継承した旧オールワンについても、後述のように段階金利が適用される普通預金がセットされているという点ではほぼ共通していた。
前者は、三菱東京UFJダイレクト（旧東京三菱）または三菱東京UFJダイレクト（新システム）、後者は、三菱東京UFJダイレクト（旧UFJ）へ加入していることが条件となる。

## キャッシュカード・通帳
三菱東京UFJ銀行発足以前は、UFJ銀行のオールワンカード同様、東京三菱銀行においてもメインバンク専用デザインのキャッシュカードが発行されていた（ただし、普通預金口座から切り換えたメインバンク利用者が専用デザインカードへの変更を希望する場合は有償対応であった。両行合併後を含め、キャラクターカードについても同様）。合併後、一般デザインカードは普通預金口座用と共通の赤いキャッシュカードであるが、キャラクターカード（ディズニー）は専用のデザインが採用されている（一般のスーパーパック通帳利用者用はくまのプーさん、メインバンク用のスーパーパック通帳利用者用はミッキーマウス）。
通帳もまた、一般・ディズニーともにそれぞれ専用デザインであったが、一般は合併時点、ディズニーは新システム稼働時点で統一されている。
ただし、ICキャッシュカードは、合併以前から発行されていた磁気ストライプのないカード（合併後の2006年2月1日より「セキュリティタイプ」に改称）、合併後に発行が開始された「コンビタイプ」（磁気ストライプの搭載のあるもの）のいずれにおいても、共通デザインの一般カードのみであり、合併後に発行されたものは一般デザインに全国銀行協会標準仕様の接触型ICチップが付いた形になっている。
なお、セキュリティタイプは無条件で、コンビタイプは生体認証をつけた場合、テレビ窓口でキャッシュカード取引が必要な場合、できない取引が一部あるので注意が必要。

## メインバンク利用による制限
メインバンク利用時に限り、決済用普通預金の利用が可能。ただし、この場合は、通帳繰越機（2008年6月23日以降は、通帳の満行時に限りATMでも対応）利用後に窓口での手続きが必要となっている（メインバンクを利用していない場合でも、生体認証利用時に同様の現象がある）。

## 新システム移行前のメインバンク
東京三菱銀行が2001年に開始した。口座手数料として毎月315円が必要だったが、ステージ（後述）2以上ならば免除された。ステージ3以上で自行ATM及びコンビニATMの時間外手数料が無料となるなど、段階的な優遇特典が付いていた。合併後も旧東京三菱店のみでの取り扱いで、UFJ店ではATMなどの優遇特典に限って適用された。

### ステージ
ステージとは、運用資産残高や取引状況によって決められるもので、高いステージほど付与される優遇特典も増えていく。複数ステージの要件を満たす場合、より高いステージが適用される。（例：運用資産残高が10万円未満であるが、自行クレジットカードの引き落としがある場合、ステージ3となる。）
- ステージ1　運用資産残高10万円未満
- ステージ2　運用資産残高10万円以上50万円未満　または　マイカード(カードローン)の利用残高10万円以上
- ステージ3　運用資産残高50万円以上300万円未満　または自行クレジットカードの引き落としがある
- ステージ4　毎月1万円以上の外貨預金・投信の積み立てプランの利用がある。
- ステージ5　運用資産残高300万円以上1000万円未満　または　住宅ローンの利用もしくは1000万円以上の借り入れがある。
- ステージ6　運用資産残高1000万円以上

## オールワン
オールワンは旧UFJ銀行の優遇口座である。旧UFJ銀行発足以前の1998年、当時の三和銀行が開始した。利用手数料は毎月315円必要だが、運用資産残高10万円以上等の条件に応じて、利用手数料及び自行ATM時間外手数料が免除されるなどの特典が付いている。合併後も旧UFJ店のみでの取り扱いで、東京三菱店ではATMなどの優遇特典に限って適用された。
キャッシュカードは、（合併後のものについては）普通預金口座用とほぼ共通のデザインだが、普通預金口座用の赤色に対し、オールワンカードはオールワンのロゴが入った水色と、色違いであった。
また、合併直後までは自動的にインターナショナルカードの機能が付加されてきたが、2006年9月18日以降の新規発行分については停止している。
オールワンICカードについては、新システム稼働後に有効期限が来るものについては、差しかえとして、ICキャッシュカード「コンビタイプ」が発行される。「セキュリティタイプ」を希望する場合やスーパーICカードへの切替を希望する場合は、新システム稼働後の申込が必要となる。なお、「メインバンクe」については、実体窓口のないネット上で取引をほぼ完結する支店という特性上、生体認証の登録や「セキュリティタイプ」の発行は出来ないとされている。
旧オールワン加入口座は、2008年の新システム移行と同時に一般の有利息型は旧メインバンク段階金利型へ、無利息型（決済性普通預金）は旧メインバンク無利息型へ全て自動移行されたため、オールワンを解約したり休眠口座になっていない限りは自動的にメインバンクプラス加入口座となっている。
また、旧オールワンデザインのキャッシュカードは旧三和銀行・旧UFJ銀行時代に発行されたものも含めて、磁気が正常に読み取れるものであれば現在でも使用可能であり、「メインバンクプラス」のATM手数料無料サービス等も制約なく受ける事が出来る。

## 新システム移行後のメインバンク
上記の新システム移行前のメインバンク及びオールワンを使用していた顧客については該当取引店が新システムに移行した日に自動的に移行する。優遇内容は一部撤廃ないしは顧客側に不利な条件になることもあるが、ATM関連の手数料については、顧客側に有利な条件となった。なお、自行ATMや3大コンビニATM(セブン銀行、ローソンATM、e-net)以外の平日(祝日を除く、月～金)日中(ATMネットワークにより異なるが大半が8:45～18:00(JST))が無料のATMについての有料時間帯についてはステージ2の自行無料及びステージ3における3大コンビニATMの手数料優遇は適用されず他行扱いとされ、ステージ5での他行ATM手数料の優遇に準じその他の他行ATMとあわせて月3回まで優遇される。

### ステージ
- ステージ1　運用資産残高　～10万円でかつ以下の取引を行っていない。
- ステージ2　運用資産残高　10万円～50万円　またはカードローンの利用があるもしくは系列クレジット（MUFGカード、DCカード、UFJカード、NICOSカードのいずれか）の引き落としがある。
- ステージ3　運用資産残高　50万円～100万円　または自行クレジットの引き落としがあるかカードローンを除く無担保ローンの利用がある。
- ステージ4　運用資産残高　100万円～500万円　または毎月1万円以上の外貨貯蓄・投信の積立プランの利用がある。
- ステージ5　運用資産残高　500万円～　または住宅ローンがあるか1000万円以上の借り入れがある。

## メインバンクe
メインバンクeとは、新システム稼働後の三菱東京UFJ銀行インターネット支店の口座に適用される優遇口座の名称。なお、2010年1月10日以降は、通帳が発行されない形ではあるが、メインバンクプラスに統合されている。オールワンeから継承した顧客とメインバンクeとして開設された口座に限り、紙面のステートメントが無償で提供されるが、メインバンクプラスとなってから開設した顧客については、インターネットステートメントのみとっている。

### ステージ
ステージ条件自体は一般の店舗と同じだが、適用優遇が一部異なるため、「ステージe?」という表現になっている。
- ステージe1　運用資産残高　～10万円でかつ以下の取引を行っていない。
- ステージe2　運用資産残高　10万円～50万円　またはカードローンの利用があるもしくは系列クレジット（MUFGカード、DCカード、UFJカード、NICOSカードのいずれか）の引き落としがある。
- ステージe3　運用資産残高　50万円～100万円　または自行クレジットの引き落としがあるかカードローンを除く無担保ローンの利用がある。
- ステージe4　運用資産残高　100万円～500万円　または毎月1万円以上の外貨貯蓄・投信の積立プランの利用がある。
- ステージe5　運用資産残高　500万円～　または住宅ローンがあるか1000万円以上の借り入れがある。

### オールワンe
オールワンeとは、新システム稼働前の三菱東京UFJ銀行インターネット支店の口座および、それ以外の旧UFJ店におけるオールワンで通帳不発行を希望した場合に適用されるもの。新システム稼働後は、三菱東京UFJ銀行インターネット支店の口座については、新たに開始されたメインバンクeが適用されるが、一般の店舗の場合は、通帳が発行されないだけ（厳密には、照合表口扱いの取引）で、一般のメインバンクの条件の適用に変更される。
システム統合に先立ち、一般の支店における「オールワンe」の新規取扱を停止している。

## 解除（総合預金口座・普通預金口座への切り替え）について
当サービスは旧東京三菱銀行時代より一度サービスを申し込むと解除できない（口座を解約する必要があった）仕様になっていたが、旧UFJ銀行の「オールワン」同様、新システム移行後は当サービスのみを解除し、優遇されない一般的な総合預金口座・普通預金口座への切り替えが可能になった（窓口またはメールオーダーにて対応可能）。従って優遇を受けられないユーザー、維持コスト（口座維持手数料）の負担が大きかったユーザーは新たに解除という選択肢が出来た事になる（ただし、三菱東京UFJ銀行キャッスルタウン支店の場合は、新システム稼働に伴って改訂された取引規定により解除不可となっている）。
但し、三菱東京UFJ銀行インターネット支店については、「オールワンe」時点では口座維持手数料を支払わない事による強制解約による解除可能であるものの、「メインバンクe」への移行後では従来からのメインバンクの方式を継承し、口座自体が解約される。
なお、2009年4月以降にメインバンクのステージ1と判定された場合の口座維持手数料の徴収がなくなったため、「口座の強制解約」はなくなったためサービス解除が有名無実なものとなった。